# Сиракјус (Небраска)
Сиракјус (енгл. Syracuse) град је у америчкој савезној држави Небраска.

## Демографија
По попису из 2010. године број становника је 1.942, што је 180 (10,2%) становника више него 2000. године.
| Група             | 2000.         | 2010.         |
| Белци             | 1.742 (98,9%) | 1.899 (97,8%) |
| Афроамериканци    | 0 (0,0%)      | 9 (0,5%)      |
| Азијати           | 3 (0,2%)      | 3 (0,2%)      |
| Хиспаноамериканци | 10 (0,6%)     | 18 (0,9%)     |
| Укупно            | 1.762         | 1.942         |